# Conura miniata
Conura miniata är en stekelart som först beskrevs av Cameron 1884.  Conura miniata ingår i släktet Conura och familjen bredlårsteklar. Inga underarter finns listade i Catalogue of Life.